# Cesare Nembrini Pironi Gonzaga
Cesare Nembrini Pironi Gonzaga (Ancona, 27 de novembro de 1768 - Numana, 5 de dezembro de 1837) foi um cardeal e bispo católico italiano.

## Biografia
Cesare nasceu em Ancona em 27 de novembro de 1768, na família nobre do Marquês Nembrini Pironi Gonzaga, filho de Alessandro Nembrini, senhor da Câmara do Duque de Modena, e Maria Trionfi. O Duque de Mântua Ferdinando Carlo di Gonzaga-Nevers concedeu aos Nembrini o direito de adicionar o nome "Gonzaga" aos seus títulos.
Ele estudou no Colégio de Recanati e no Collegio Montalto, e depois mudou-se para a Universidade de Bolonha, onde obteve seu doutorado In utroque iure em 10 de junho de 1791. Ele, portanto, passou para a Supremo Tribunal da Assinatura Apostólica, onde estudou diplomatas de 1792 a 1796.
Na catedral de Ancona obteve o benefício Pironi devido à sua família e posteriormente ingressou na prelazia romana como prelado doméstico de Sua Santidade antes de 7 de janeiro de 1797, tornando-se a partir de 12 de janeiro desse mesmo ano referendo do Tribunal da Assinatura Apostólica . Após a ocupação francesa de Roma, Papa Pio VII o nomeou relator da Sacra Consulta em 30 de outubro de 1800. Ele foi um dos fundadores da Academia da Religião Católica em 4 de fevereiro de 1801, e de 21 de maio de 1802 até fevereiro de 1807 tornou-se governador de Ascol.
Ordenado sacerdote em 5 de junho de 1803, de 5 de maio de 1807 a junho de 1808 foi também governador de Campagna e Marittima. Ele se retirou para Ancona durante a subsequente ocupação de Roma pelos franceses. Após a restauração do governo papal, foi nomeado delegado em Perugia (4 de maio de 1814). Presidente da legação de Faenza (março-novembro de 1815), foi pró-legado na Romagna em Forlì de 11 de dezembro de 1816 a 1818. Clérigo da Câmara Apostólica, tornou-se prefeito dos arquivos e vigário da basílica vaticana a partir de 1 de outubro 1817.
Eleito bispo de Ancona em 24 de maio de 1824, foi consagrado em Roma em 7 de junho do mesmo ano pelo cardeal Pietro Francesco Galleffi.
O Papa Pio VIII elevou-o ao posto de cardeal no consistório de 27 de julho de 1829, dando-lhe o chapéu de cardeal três dias depois. Em 28 de setembro do mesmo ano recebeu o título de cardeal de Sant'Anastasia e depois participou do Conclave de 1830-1831 que elegeu o Papa Gregório XVI como pontífice.
Ele morreu em Numana em 5 de dezembro de 1837 aos 69 anos. Seu corpo foi exposto e enterrado na catedral de Ancona.